# Ethusina vanuatuensis
Ethusina vanuatuensis is een krabbensoort uit de familie van de Ethusidae. De wetenschappelijke naam van de soort is voor het eerst geldig gepubliceerd in 2000 door Chen.